# 首席非官守議員
首席非官守議員（Senior Unofficial Member）是指英國一般殖民地內，行政及立法機關資歷最長及地位最高的議員職稱。至於香港在英國殖民地時代，則指行政局或香港立法局內資歷最長及地位最高的非官守議員（即「行政局首席非官守議員」或「立法局首席非官守議員」）。被委任為首席非官守議員的人士，一般都是殖民地政府十分信任的人士，他們在行政局及立法局內帶領其他非官守議員，也是總督在兩局內首要的諮詢對象，在兩局會議上可優先發言，亦會代表兩局的非官守議員致辭。

## 歷史沿革
香港早於1843年設立了行政局及立法局，最初局內由港督出任當然主席，另外設有當然官守議員及委任官守議員的席位。但由於兩局內一直沒有代表居民的議席，因此一直為人所詬病。直至1850年，港府首次委任兩名商人加入立法局，當中來自渣甸洋行的大衛·渣甸遂成為了香港歷史上首位立法局首席非官守議員。至於首位的行政局首席非官守議員，則要遲至1896年遮打爵士獲委入行政局才開始出現。
傳統上，行政局首席非官守議員遠比立法局首席非官守議員重要，因此前者的任期一般比後者長。以第二次世界大戰前為例，只有三人曾任行政局首席非官守議員，但同一時期內就有四人曾任立法局首席非官守議員。早年的兩局議員都由外籍人士出任，後來才慢慢有華人獲委到兩局供職。而歷史上首位出任立法局首席非官守議員的華人是何啟爵士，他在1906年至1914年出任該職。至於首位正式出任行政局首席非官守議員的華人是周埈年爵士，他在1953年至1959年出任該職。不過，在周埈年爵士以前，周壽臣爵士亦曾在1928年署任行政局首席非官守議員。
昔日的行政局首席非官守議員一般都會獲英廷封爵，但立法局首席非官守議員則不一定，可見前者更受殖民地政府的重視。一般而言，戰前的行政局及立法局首席非官守議員約四至五年一任，任滿可以續期。由於他們是兩局內資歷最高的議員，因此他們滿卸任後一般都不會留任非官守議員，而是會退出議會。
在1985年，香港立法局首次引入間選，為免使外界混淆，時任港督尤德爵士宣佈行政局及立法局的首席非官守議員從此改稱為「行政局首席議員」和「立法局首席議員」。行政局首席議員一職成功過渡到1997年香港主權移交之後，職稱亦從此改為「行政會議召集人」；不過由於立法局在1991年首次引入直選，使以選舉產生的議員人數首次多於委任議員人數，民選議員由於不願再聽命於首席議員，而時任首席議員李鵬飛亦有感難以統合各議員的意見，又時常與民選議員發生磨擦，結果在1992年去信港督衛奕信勳爵辭任首席議員，立法局首席議員一職從此成為歷史。
順帶一提的是，在殖民地時代，市政局亦曾經有首席非官守議員一職，職能與行政局及立法局的相約，但是地位要比兩者為低。

## 兩局統計
根據統計，香港殖民地歷史中分別有26人及11人擔任過立法局及行政局的首席非官守議員。當中，遮打爵士、普樂爵士、周埈年爵士、周錫年爵士、簡悅強爵士、鍾士元爵士及鄧蓮如女男爵共七人曾擔任過立法局及行政局首席非官守議員兩個職位。
在立法局中，在任最長的首席非官守議員是普樂爵士及賴里，兩人分別擔任此職達24年及22年；而最短的是喬治·萊爾、約翰·顛地及郭贊，三人各自出任此職僅約一年。在眾人當中，鄧蓮如女男爵是唯一一位出任此位的女性；鄧律敦治是唯一出任此位的巴斯人；羅保爵士則是唯一出任此位的葡萄牙人。
至於在行政局方面，在任最長的首席非官守議員是遮打爵士，共30年；而最短的是高登爵士及柏德遜，兩人都供職不足一年。鄧蓮如女男爵是首位出任行政局首席非官守議員的女性。就兩局而言，遮打爵士是唯一在任內去世的首席非官守議員；而周埈年爵士及周錫年爵士兩人是唯一來自同一家族的首席非官守議員。

## 行政局首席非官守議員
| 任次                             | 肖像 | 行政局首席非官守議員                                                                                                  | 任期始於   | 任期終於   |
| -------------------------------- | ---- | --- | ---------- | ---------- |
| 1                                |      | 遮打（Catchick Paul Chater） 1900年至1906年兼任立法局首席非官守議員 後為遮打爵士（Sir Catchick Paul Chater） 任內去世 | 1896年     | 1926年     |
| 2                                |      | 普樂爵士（Sir Henry Pollock） 同時兼任立法局首席非官守議員 職位曾在1928年9月至12月因意外由周壽臣爵士暫代              | 1926年     | 1941年12月 |
| 香港淪陷，請參閱香港日治時期     |      | |            |            |
| a                                |      | 普樂爵士（Sir Henry Pollock）                                                                                         | 1941年12月 | 1946年3月  |
| b                                |      | 百德新（J. J. Paterson） 又譯柏德遜                                                                                   | 1946年3月  | 1946年4月  |
| c                                |      | 羅旭龢爵士（Sir Robert Kotewall）                                                                                     | 1946年4月  | 1946年5月  |
| 英國臨時軍政府解散，民政恢復     |      | |            |            |
| 3                                |      | 摩士（Arthur Morse） 後為摩士爵士（Sir Arthur Morse）                                                                 | 1946年5月  | 1953年     |
| 4                                |      | 周埈年（Chau Tsun-Nin） 原本為立法局首席非官守議員 後為周埈年爵士（Sir Tsun-Nin Chau）                                | 1953年     | 1959年     |
| 5                                |      | 周錫年（Chau Sik-Nin） 原本為立法局首席非官守議員 後為周錫年爵士（Sir Sik-Nin Chau）                                  | 1959年     | 1962年     |
| 6                                |      | 羅理基（Albert Rodrigues） 後為羅理基爵士（Sir Albert Rodrigues）                                                     | 1962年     | 1974年     |
| 7                                |      | 簡悅強爵士（Sir Yuet-Keung Kan） 原本為立法局首席非官守議員                                                           | 1974年     | 1980年3月  |
| 8                                |      | 高登爵士（Sir Sidney Gordon）                                                                                         | 1980年3月  | 1980年8月  |
| 9                                |      | 鍾士元爵士（Sir Sze-Yuen Chung） 原本為立法局首席非官守議員                                                           | 1980年8月  | 1988年     |
| 10                               |      | 鄧蓮如（Lydia Dunn） 原本為立法局首席議員 後為鄧蓮如女男爵（Baroness Dunn）                                           | 1988年     | 1995年     |
| 11                               |      | 王䓪鳴博士（Dr. Rosanna Wong Yick-ming） 後為王䓪鳴女爵士（Dame Rosanna Wong Yick-ming）                              | 1995年     | 1997年     |
| 1997年香港主權移交中華人民共和國 |      | |            |            |

## 立法局首席非官守議員
| 任次                         | 肖像 | 立法局首席非官守議員 | 任期始於 | 任期終於 |
| ---------------------------- | ---- | --- | -------- | -------- |
| 1                            |      | 大衛·渣甸（David Jardine） | 1850年   | 1857年   |
| 2                            |      | 若瑟·渣甸（Joseph Jardine） | 1857年   | 1860年   |
| 3                            |      | 喬治·萊爾（George Lyall） | 1860年   | 1861年   |
| 4                            |      | 波斯富（Alexander Perceval） | 1861年   | 1864年   |
| 5                            |      | 孔萊（Francis Chomley） 又譯法蘭西斯·喬姆利                                                                                                  | 1864年   | 1866年   |
| 6                            |      | 約翰·顛地（John Dent） | 1866年   | 1867年   |
| 7                            |      | 吉普（Hugh Bold Gibb） | 1867年   | 1870年   |
| 8                            |      | 李理（Phineas Ryrie） | 1870年   | 1892年   |
| 9                            |      | 庇理羅士（Emanuel Raphael Belilios） | 1892年   | 1900年   |
| 10                           |      | 遮打（Catchick Paul Chater） 同時兼任立法局首席非官守議員 後為遮打爵士（Sir Catchick Paul Chater）                                           | 1900年   | 1906年   |
| 11                           |      | 何啟醫生（Dr. Ho Kai） 後為何啟爵士（Sir Kai Ho-Kai）                                                                                        | 1906年   | 1914年   |
| 12                           |      | 韋玉（Wei A. Yuk） 又名韋寶珊 後為韋玉爵士（Sir Boshan Wei Yuk）                                                                             | 1914年   | 1917年   |
| 13                           |      | 普樂（Henry Pollock） 1926年至1941年兼任行政局首席非官守議員 職位曾在1928年9月至12月因意外由周壽臣爵士暫代 後為普樂爵士（Sir Henry Pollock） | 1917年   | 1941年   |
| 香港淪陷，請參閱香港日治時期 |      | |          |          |
| 14                           |      | 蘭杜（D. F. Landale） 又譯蘭蒂爾 | 1946年   | 1950年   |
| 15                           |      | 周埈年（Chau Tsun-Nin） 後來出任行政局首席非官守議員 後為周埈年爵士（Sir Tsun-Nin Chau）                                                     | 1950年   | 1953年   |
| 16                           |      | 周錫年（Chau Sik-Nin） 後來出任行政局首席非官守議員 後為周錫年爵士（Sir Sik-Nin Chau）                                                       | 1953年   | 1959年   |
| 17                           |      | 顏成坤（Ngan Shing-Kwan） | 1959年   | 1961年   |
| 18                           |      | 郭贊（Kwok Chan） | 1961年   | 1962年   |
| 19                           |      | 鄧律敦治（Dhun Jehangir Ruttonjee） | 1962年   | 1968年   |
| 20                           |      | 簡悅強（Kan Yuet-Keung） 後來出任行政局首席非官守議員 後為簡悅強爵士（Sir Yuet-Keung Kan）                                                   | 1968年   | 1972年   |
| 21                           |      | 胡百全（Woo Pak-Chuen） | 1972年   | 1974年   |
| 22                           |      | 鍾士元（Chung Sze-Yuen） 後來出任行政局首席非官守議員 後為鍾士元爵士（Sir Sze-Yuen Chung）                                                   | 1974年   | 1978年   |
| 23                           |      | 張奧偉（Oswald Victor Cheung） 後為張奧偉爵士（Sir Oswald Victor Cheung）                                                                    | 1978年   | 1981年   |
| 24                           |      | 羅保（Roger Lobo） 後為羅保爵士（Sir Roger Lobo）                                                                                            | 1981年   | 1985年   |
| 25                           |      | 鄧蓮如（Lydia Dunn） 後來出任行政局首席議員 後為鄧蓮如女男爵（Baroness Dunn）                                                                | 1985年   | 1988年   |
| 26                           |      | 李鵬飛（Allen Lee） | 1988年   | 1992年   |
| 首席議員制度在1992年廢除     |      | |          |          |

## 外部連結
- CHINESE UNOFFICIAL MEMBERS OF THE LEGISLATIVE AND EXECUTIVE COUNCILS IN HONG KONG UP TO 1941 （页面存档备份，存于）